# Tetronmodell

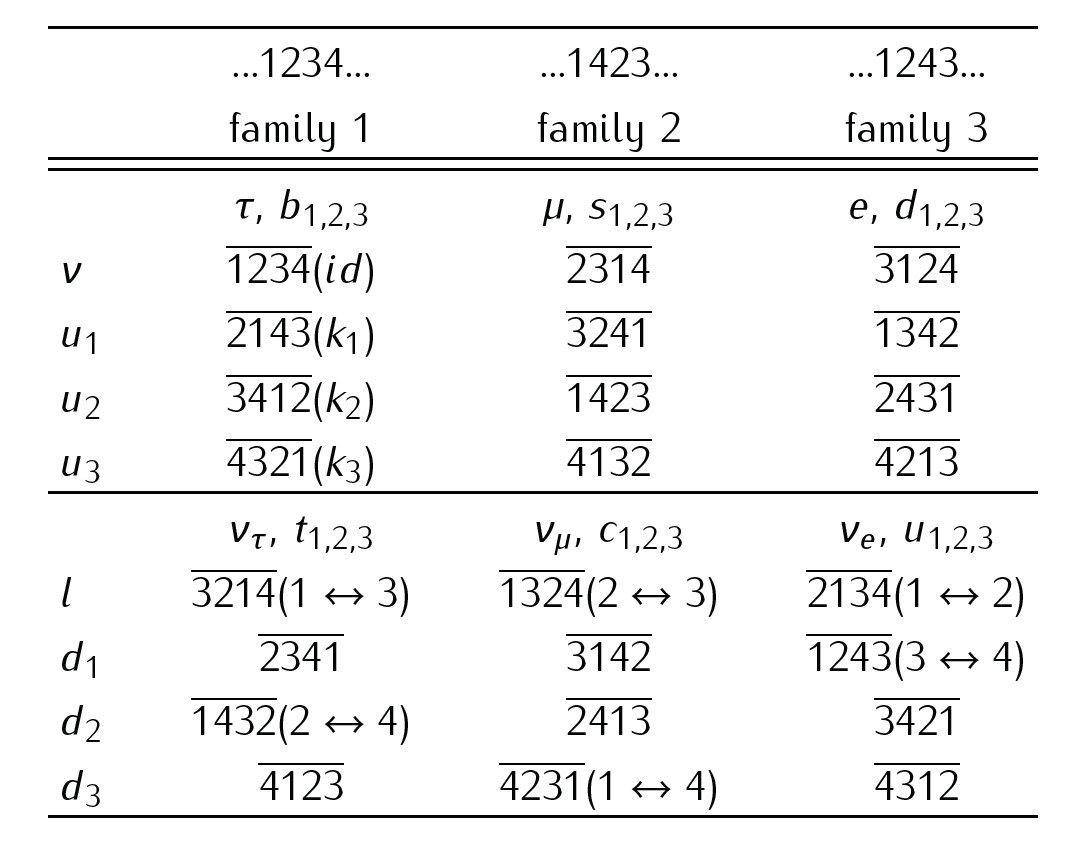
Zuordnung der Quarks und Leptonen zu Permutationszuständen

Das Tetronmodell ist der Versuch, die 24 beobachteten Quark- und Lepton-Flavors und ihre Wechselwirkungen auf eine einfachere Struktur zurückzuführen. Es basiert auf der Struktur der Permutationsgruppe S4, nach deren Darstellungen die Quarks und Leptonen (und auch die Vektorboson-Zustände) des Standardmodells angeordnet werden können (siehe Graphik).
Eine mögliche Erklärung dieses Ordnungsschemas wurde von Bodo Lampe vorgeschlagen. Sie besteht in der Annahme, dass der Raum der inneren Symmetrien nicht kontinuierlich ist, sondern ein dreidimensionales Gitter mit Tetraedersymmetrie (welche isomorph zur S4-Symmetriegruppe ist). Die beobachteten Teilchen können als Anregungen auf diesem Gitter interpretiert werden, die durch die Darstellungen der Gittersymmetriegruppe charakterisiert sind.

## Erklärung in höheren Dimensionen
Es stellt sich dann automatisch die Frage, welchen Ursprung die diskrete innere S4-Symmetrie hat. Um diese Frage zu beantworten, wurde in Ref. ein (fluktuierendes Quanten-)Gitter in einer (6+1)-dimensionalen Raumzeit betrachtet (z. B. mit S8 als Symmetriegruppe), dessen Symmetrie gebrochen ist, derart dass für jeden Zeitschritt 
- ein dreidimensionales inneres Gitter mit Symmetriegruppe S4in entsteht, das für die Tetron-Ordnungsstruktur der Elementarteilchen verantwortlich ist, sowie
- ein dreidimensionales Raumgitter mit Symmetriegruppe S4sp, welches eine Gitterstruktur auf dem Minkowskiraum induziert, mit Gitterabständen von der Größenordnung der Planckskala.

Die Grundidee dieses verallgemeinerten Tetronmodells besteht also darin, dass sowohl die Raumzeit wie auch der innere Symmetrieraum eine Gitterstruktur besitzen und dass die beiden Gitter sich zu einem (6+1)-dimensionalen Gitter vereinigen lassen, wobei drei der (6+1)-Dimensionen für die innere S4in Symmetrie reserviert sind. Als fundamentales dynamisches Feld bietet sich ein (6+1)-dimensionaler Spinor an. Die Vorteile dieses Modells:
- Wie in allen Gittertheorien mit festem, endlichem Gitterabstand gibt es keine UV-Divergenzen und keine Notwendigkeit einer Renormierung.
- Es gibt auch keine No-go-Theoreme wie das Weinberg-Witten-Theorem, die die Vereinheitlichung von räumlichen und inneren Symmetrien im kontinuierlichen Raum verbieten.
- Der (6+1)-dimensionale Spinor ist dadurch ausgezeichnet, dass er sich mit Hilfe der Divisionsalgebra der Oktonionen definieren lässt.
- Probleme mit der Mikrokausalität, die üblicherweise bei Fermionen auf dem Gitter auftreten, sind bei Gitterabständen von der Größenordnung der Planckskala kein Thema, da dort die Kausalität durch Quanteneffekte ohnehin gestört wird.